# Celticecis pubescens
Celticecis pubescens är en tvåvingeart som först beskrevs av William Hampton Patton 1897.  Celticecis pubescens ingår i släktet Celticecis och familjen gallmyggor. Inga underarter finns listade i Catalogue of Life.